# Pienemanstraat

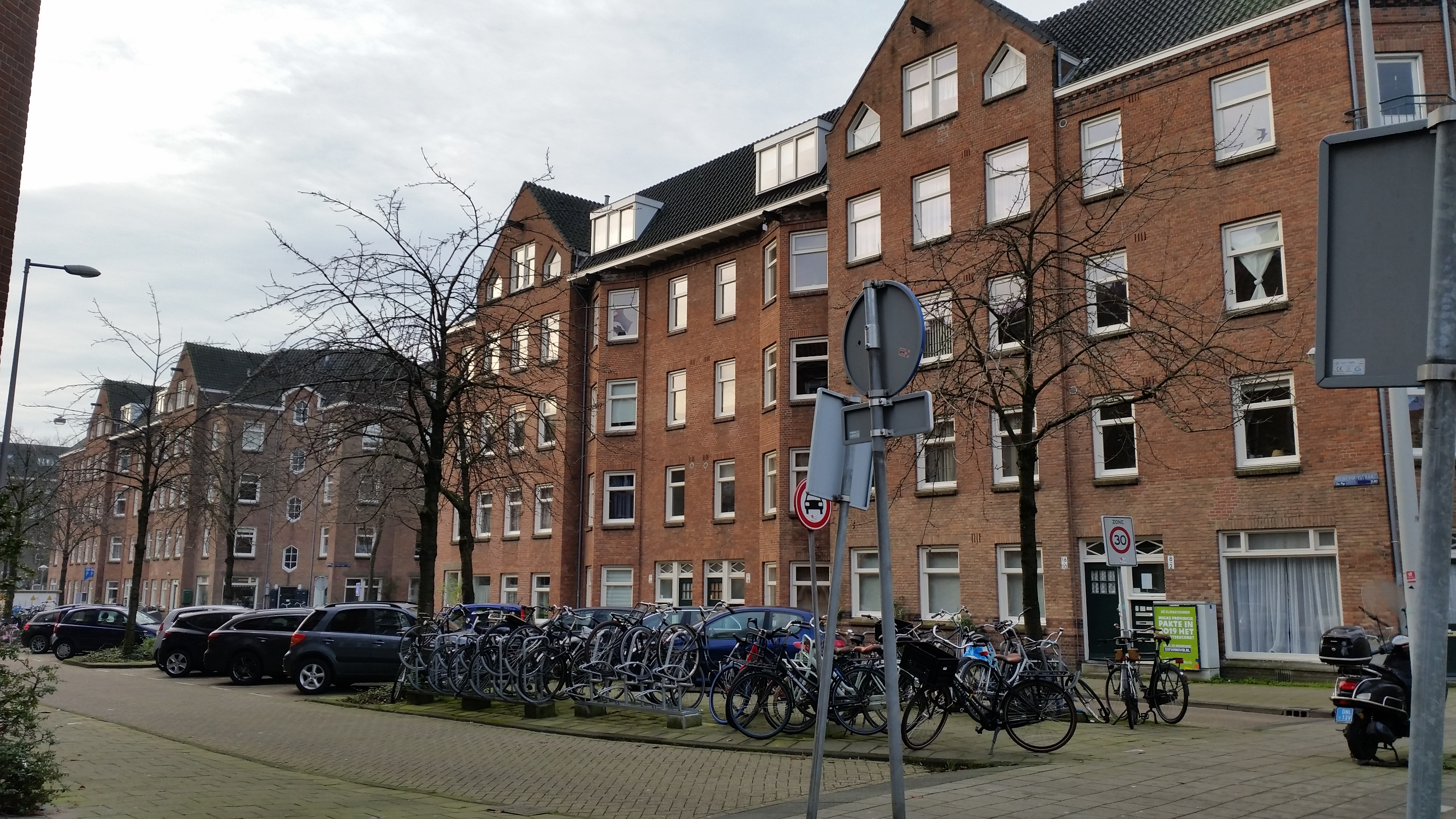
Pienemanstraat even kant (december 2019)

De Pienemanstraat is een relatief korte straat in Amsterdam-Zuid, Nieuwe Pijp.

## Geschiedenis en ligging
De straat kreeg haar naam op 9 juni 1927, een vernoeming naar de schilder Nicolaas Pieneman (1809-1860). Meerdere straten in de buurt zijn vernoemd naar schilders als Adam Pijnacker en Ferdinand Bol. De straat begint in het noorden als zijstraat van de Van Hilligaerstraat (vernoemd naar Pauwels van Hillegaert), kruist de Vincent van Goghstraat (Vincent van Gogh) en eindigt op de Jozef Israëlskade (Jozef Israëls). De straat doorkruist een rechthoekig woonwijkje in Plan-Zuid dat ook wel Papendorp werd genoemd. Er woonden voornamelijk katholieke gezinnen, voorts staat de katholieke Vredeskerk aan de overzijde van de Van Hilligaertstraat.

## Gebouwen
De omgeving werd neergezet in opdracht van de katholieke woningcorporaties. Zij lieten drie woonblokken bouwen:
- Pienemanstraat 1-31, doorlopend op Van Hilligaertstraat 144-294, Vincent van Goghstraat 101-201 en Ferdinand Bolstraat 402-434, het noordoostelijk blok is ontworpen door de (katholieke) architect Jan Stuyt in de periode 1920-1923 voor N.V. Volkswoningen Maatschappij Amsteldijk; later werd het blok verkregen door (katholieke) Woningbouwvereniging Het Oosten;
- Pienemanstraat 33-63 doorlopend op Jozef Israëlskade 21-42, Ferdinand Bolstraat 436-460 en Vincent van Goghstraat 100-200, het zuidoostelijk blok deelt de geschiedenis van het noordelijke blok; een tegeltableau aan de Ferdinand Bolstraat herinnert aan een grootscheepse renovatie in de periode 1985-1988;
- Pienemanstraat 2-88, Vincent van Goghstraat 1-27, Vincent van Goghstraat 2-36, Van Hilligaertstraat 2-42, Jozef Israëlskade 1-20, Ruysdaelkade 255-271; dit blok in rationalistische stijl is gevouwen rondom de Vincent van Goghstraat, die hier als binnenstraat fungeert; het is gebouwd door de Woningbouwvereniging Het Oosten naar een ontwerp van architecten Meindert Lippits en Nicolaas Henricus Wilhelmus Scholte rond 1922 In dit blok bevindt zich een poortgebouw tussen de Van Goghstraat en Israëlskade.

Opvallend is dat alle drie blokken op de vier hoeken Vincent van Goghstraat en Pienemanstraat een teruggetrokken gevel hebben, zodat er optisch een klein pleintje is ontstaan. Alle blokken zijn voorzien van datumstenen. De eerste twee blokken werden op 5 juni 2012 tot gemeentelijk monument (nummer 222003) verklaard; het derde blok al een jaar eerder op 23 augustus 2011 (nummer 222002). Het betekent dat alle bebouwing aan de straat behoort tot een gemeentelijk monument op het elektriciteitshuisje na. 